# Buddhizmus Szlovákiában
A buddhizmus Szlovákiában kisebbségi vallásnak számít, ahol a teljes lakosság kevesebb, mint 1%-a buddhista. Szlovákiában a buddhizmus nem számít államilag elfogadott hivatalos vallásnak.
Míg Ázsiában, a hagyományosan buddhista országokban valamelyik buddhista irányzat domináns a többivel szemben, addig Nyugaton a buddhizmust a változatosság és a sokszínűség jellemzi. Európában egy országon belül, sőt, akár egy városon belül is gyakorta több buddhista irányzat és iskola is jelen van. Ugyanez vonatkozik jelenleg Szlovákiára is. Az 1993-ban létrehozott országban a théraváda buddhizmust vipasszaná gyakorlók jelentik. A mahájána irányzatban több zen iskola is üzemel az ország területén, köztük japán és koreai egyaránt. A vadzsrajána elsősorban a tibeti buddhizmust jelenti. Ezen belül létezik a nyingma iskola Namkai Norbu rinpocsével és a gyémánt út szervezet, amelyet a dán származású Ole Nydahl alapított.